# Prix Gadeau-de-Kerville de la Société entomologique de France
Zoologiste et mécène originaire de Rouen, Henri Gadeau de Kerville (1858-1940) fut membre de la Société entomologique de France. 
Le prix qui porte son nom, créé en 1926, a été décerné la première fois en 1927 et peut être décerné annuellement. Il résulte d'un don de 20 000 Francs et récompense un auteur français d'un travail imprimé ou en voie de publication concernant "un travail biologique... concernant un groupe d'Arthropodes, même si ce travail est réduit à une seule espèce,...le mot biologique étant pris dans son acception la plus large (parasitologie, entomologie agricole ou appliquée, biogéographie,... étude faunistique contenant des renseignements sur les mœurs dans une proportion ...suffisante)". 
Par ailleurs, Gadeau de Kerville a créé un autre prix (portant également son nom) pour la Société zoologique de France, prix récompensant des travaux concernant la biologie d'un groupe, exception faite des arthropodes.

## Liste des lauréats[2]
- 1927 : Auguste Cros
- 1928 : -
- 1929 : Albert Vandel
- 1930 : Paul-Marie de Peyerimhoff de Fontenelle
- 1931 : Emile Roubaud
- 1932 : Melle Germaine Cousin
- 1933 : Clodomir Houard
- 1934 : Pierre Cappe de Baillon
- 1935 : Pierre-Paul Grassé
- 1936 : Lucien Berland
- 1937 : Francis Bernard
- 1938 : Lucien Chopard
- 1939 : Eugène Séguy
- 1940 : Henri Maneval
- 1941 : Max Vachon
- 1942 : Jacques Millot
- 1943 : Renaud Paulian
- 1944 : -
- 1945 : Paul Pesson
- 1946 : Pierre Joly
- 1947 : Dr Jean Timon-David
- 1948 : Pierre Lepesme
- 1949 : Dr Jean Balazuc
- 1950 : Paul Grenier
- 1951 : Henri Bertrand
- 1952 : Bernard Possompès
- 1953 : P. Cazal
- 1954 : Hubert Cleu
- 1955 : Arthur Iablokoff
- 1956 : Christian Noirot
- 1957 : Adolphe Hoffmann
- 1958 : Jean Lhoste
- 1959 : Robert Sellier
- 1960 : Joseph Bergerard
- 1961 : Paul Dispons
- 1962 : Paul Allégret
- 1963 : Marie Raabe
- 1964 : Suzel Fuzeau-Braesch
- 1965 : J. Pain
- 1966 : Albrecht
- 1967 : G. Guevelou
- 1968 : Y. Leroy
- 1969 : Pierre Cassier
- 1970 : Zaher Massoud
- 1971 : Luc Plateaux
- 1972 : Gérard Délye
- 1973 : André Bart
- 1974 : Jean-Michel Pinet
- 1975 : Gaston Tempère
- 1976 : Henri Descimon
- 1977 : Jean-Claude Baehr
- 1978 : Christiane Amédégnato
- 1979 : Jean-Pierre Chambon
- 1980 : Jean Barbier
- 1981 : Daniel Quillévéré
- 1982 : Gérard Tiberghien
- 1983 : Jean Péricart
- 1984 : Jean Balazuc
- 1985 : -
- 1986 : -
- 1987 : Bernard Ehanno
- 1988 : Bernard Pintureau
- 1989 : Jean-Claude Vala
- 1990 : Jean-Claude Beaucournu
- 1991 : Paul Grenier
- 1992 : Jacques Coffin
- 1993 : Thierry Deuve
- 1994 : Serge Doguet
- 1995 : Dominique Pluot-Sigwalt
- 1996 : Rémi Brossut
- 1997 : Georges Remaudière
- 1998 : Jean-Marie Elouard
- 1999 : -
- 2000 : Gérard Luquet
- 2001 : François-Marie Gibon
- 2002 : -
- 2003 : André Nel
- 2004 : Maxime Lamotte
- 2005 : Christophe Bouget
- 2006 : Nicolas Degallier
- 2007 : Daniel Grand et Jean-Pierre Boudot
- 2008 : Henry Callot et Claude Schott
- 2009 : Arnaud Faille
- 2010 : Pavel V. Putshkov & Pierre Moulet
- 2011 : Jean-Marc Thibaud
- 2012 : Patrice Leraut, Marc Eleaume
- 2013 : Cyrille Dussaix
- 2014 : Étienne Iorio
- 2015 : Lucien Leseigneur, Jean-Louis Ollagnon & Cédric Audibert
- 2016 : Pierre Queney
- 2017 : Yves Gomy, Rémy Lemagnen et Jacques Poussereau
- 2018 : Jean-François Voisin, Jean-David Chapelin-Viscardi, Philippe Ponel et Mathieu Rapp
- 2019 : Peter Stallingger
- 2020 : Jean Lacourt
- 2021 : Eric Jiroux (pour les 4 premiers volumes de la Faune des Coléoptères de Corse)
- 2022 : Yves Gomy, Harold Labrique et Tomàs Lackner.